# Émile Buré
Émile Buré   (Dreux, 6 de març de 1876 - Saint-Mandé, 31 de maig de 1952) va ser un periodista polític francès de la primera meitat del segle xx. Va ser director dels diaris L'Éclair (1919-1925), L'Avenir (1925-1928) i L'Ordre (1929-1940 i 1945-1948), i dels setmanaris Vendémiaire (1935-1938) i France-Amérique (1943-1944).

## Biografia
Com a estudiant va sovintejar els cafès del Barri Llatí de París i es va convertir en socialista, sobretot sota la influència de Jean Longuet. El 1898 va signar un recurs demanant la revisió del Cas Dreyfus. Amic d'Aristide Briand, va formar part de la fracció d'esquerres del Partit Socialista Francès de Jean Jaurès.
El 1903 Georges Clemenceau el va contractar a L'Aurore com a editor. També va col·laborar amb Cahiers de la Quinzaine de Charles Péguy.
Més endavant, Buré va atacar el socialisme radical d'Édouard Herriot i va denunciar el règim dictatorial de la Unió Soviètica dels anys 1920.
A la dècada del 1930 era partidari d'una dreta moderada, contrari a l'extrema dreta i a la prohibició de la francmaçoneria. L'Ordre va ser l'únic diari de dretes que va desaprovar el discurs antisemita de Xavier Vallat contra Léon Blum el 1936.
Esdevingut un patriòtic furibund, va reclamar una aliança francosoviètica contra l'Alemanya de Hitler a partir de 1934, la qual la dreta anticomunista va rebutjar, amb l'excepció d'Henri de Kérillis. El 1935, amb altres periodistes, va acompanyar Pierre Laval a Moscou, aleshores ministre d'Afers Exteriors, que havia anat a discutir amb Ióssif Stalin el tractat francosoviètic d'assistència mútua. Va denunciar l'Acord de Múnic el 1938. A diferència de Kérillis, va ser hostil a Francisco Franco per la seva oposició a Hitler i Benito Mussolini. De la mateixa manera, el 1938 va denunciar la burgesia francesa que «desitja la pau a tota costa amb Hitler i Mussolini per la seva por al comunisme. L'any 1939 va condemnar el Pacte Mólotov-Ribbentrop i «l'obediència servil dels comunistes francesos respecte a Stalin».

### Segona Guerra Mundial
Arran de la Segona Guerra Mundial va marxar de França el juny de 1940. Embarcat a Bordeus, va anar primer a Londres i després es va traslladar als Estats Units d'Amèrica l'octubre de 1940. Va ser desposseït de la nacionalitat francesa el 6 de setembre de 1940 pel règim de Vichy. Des de maig de 1943, Buré va coeditar un setmanari gaullista, France-Amérique, a Nova York amb l'advocat i polític d'esquerres Henry Torrès. Aquest periòdic s'edità als locals de la delegació de França Lliure al 626 de la Cinquena Avinguda.
De tornada a França el novembre de 1944 després d'una visita a Alger, va rellançar el seu diari L'Ordre, que va reaparèixer el febrer de 1945. El mateix any es va distanciar del general Charles de Gaulle i el va criticar quan va fundar Reagrupament del Poble Francès el 1947. El mateix any va prendre partit a la Guerra Civil grega signant un manifest al costat d'altres coneguts militants del Partit Comunista Francès com Frédéric Joliot-Curie, Louis Aragon, Picasso, Paul Éluard o Elsa Triolet denunciant implícitament la intervenció estatunidenca. Amic del president txec Edvard Beneš, va deplorar la desaparició de la democràcia a Txecoslovàquia però es va negar a denunciar el cop d'estat de 1948.
D'altra banda, es va mostrar favorable a la presència colonial francesa en el context de la Guerra d'Indoxina i la Guerra de Corea, fet que ja defensava contra els anticolonialistes en els seus editorials a L'Ordre.